# Novo Selo Okićko
Novo Selo Okićko es una localidad de Croacia en el municipio de Klinča Sela, condado de Zagreb.

## Geografía
Se encuentra a una altitud de 340 m s. n. m. a 29,3 km de la capital nacional, Zagreb.

## Demografía
En el censo 2011, el total de población de la localidad fue de 110 habitantes.
Según estimación 2013 contaba con una población de 105 habitantes.